# Marteau de vitrier
Le marteau de vitrier, ou besaiguë ou bisaiguë (Ces synonymes désignent aussi un outil de charpentier), est formé d’une tête plate qui vient taper les pointes de vitrier en maintenant le verre et d’une panne fendue qui lui permet par ailleurs de retirer ces pointes. Il peut avoir un manche en métal, à extrémité plate, utilisé pour démastiquer.

## Articles connexes

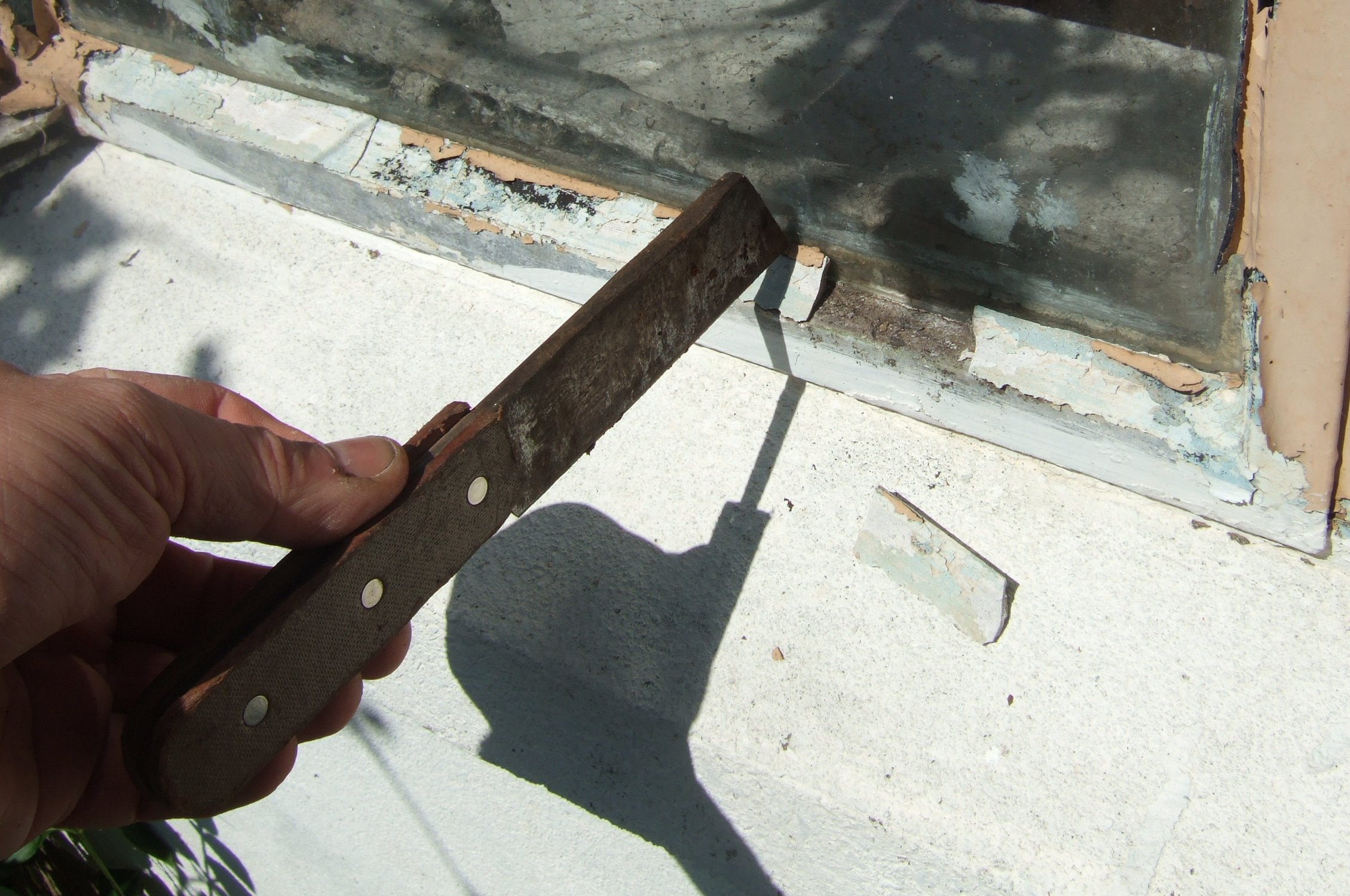
Couteau à démastiquer.
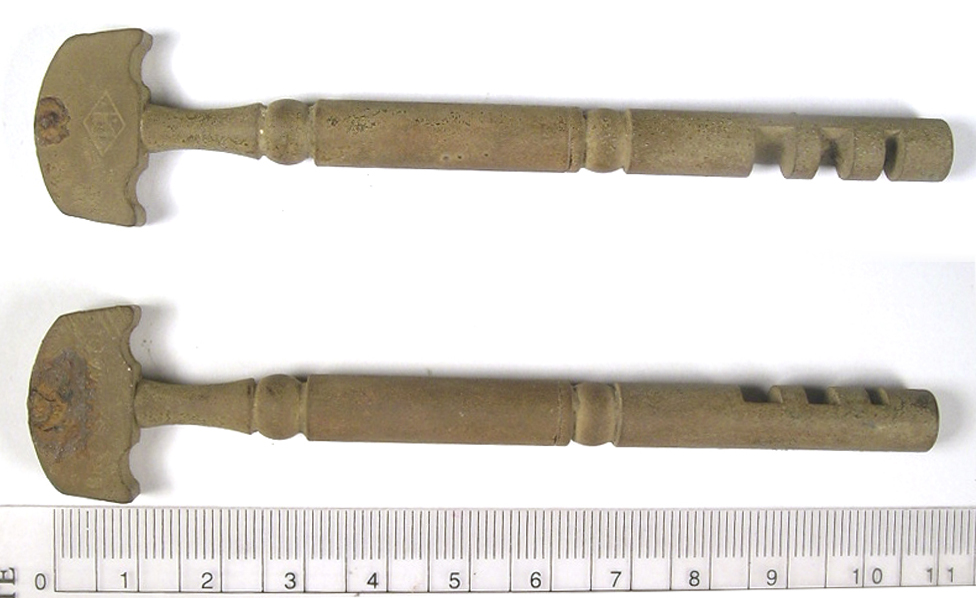
Coupe-verre avec diamant chinois.